# 대한민국 형법 제237조
대한민국 형법 제237조는 자격정지의 병과에 대한 형법각칙의 조문이다. 다른 문서에 관한 죄와 달리 외국인이 한국 밖에서 범한 범죄를 처벌하지 않는다.

## 조문
제237조(자격정지의 병과) 제225조 내지 제227조의2 및 그 행사죄를 범하여 징역에 처할 경우에는 10년 이하의 자격정지를 병과할 수 있다.  <개정 1995.12.29.>

第237條(資格停止의 倂科) 第225條 乃至 第227條의2 및 그 行使罪를 犯하여 懲役에 處할 경우에는 10年 以下의 資格停止를 倂科할 수 있다. <改正 1995.12.29.>

## 판례
- 전자복사기 등을 사용하여 복사한 문서의 사본도 문서원본과 동일한 의미를 가지는 문서로서 이를 다시 복사한 문서의 재사본도 문서위조죄 및 동 행사죄의 객체인 문서에 해당한다 할 것이고, 진정한 문서의 사본을 전자복사기를 이용하여 복사하면서 일부 조작을 가하여 그 사본 내용과 전혀 다르게 만드는 행위는 공공의 신용을 해할 우려가 있는 별개의 문서사본을 창출하는 행위로서 문서위조행위에 해당한다[2]

## 참고 문헌
- 김재윤(학원인), 손동권 저, 새로운 형법각론, 율곡출판사, 2013. ISBN 9788997428342

## 같이 보기
- 공문서위조죄